# 10 Anni Live - 1971-1981
10 Anni Live - 1971-1981 è un cofanetto di album contenenti esibizioni dal vivo del gruppo musicale di rock progressivo italiano Premiata Forneria Marconi, pubblicato nel 1996.

## Il disco
Il cofanetto è la testimonianza di quattro tour sostenuti dalla PFM nel periodo 1971-1981. Il primo disco propone il tour italiano avvenuto negli anni 1971-1972, il secondo immortala l'esperienza americana successiva all'uscita di The World Became the World degli anni 1973-1974, il terzo documenta il tour mondiale dell'album Chocolate Kings (anni 1975-1976), mentre l'ultimo contiene registrazioni dei Jet Lag tour e Passpartù tour, risalente al 1977-1978, tranne che per le ultime tre tracce che appartengono al Performance tour 1980-1981.

## Tracce

### CD 1 (1971-1972)
1. 21th Century Schizoid Man – 4:39
2. My God – 6:24
3. Picture of the City – 4:39
4. Bollate Guitar Jam – 5:43
5. Bollate Keyboard Jam – 7:20
6. Bouree – 3:17
7. Bouree Jam – 3:59
8. La carrozza di Hans – 9:26
9. Dove... quando... – 4:23

### CD 2 (1973-1974)
1. Four Holes in the Ground – 7:26
2. Is My Face on Straight – 8:41
3. Cleveland Keyboard Jam – 5:39
4. Mr. 9 Till 5 – 5:35
5. Alta Loma 5 till 9 – 11:09
6. JC Violin Jam – 2:49
7. Classic Violin Solo – 3:38
8. William Tell Overture – 2:08
9. La carrozza di Hans – 6:12
10. Central Park Drum Solo – 8:37
11. Impressioni di settembre – 1:01
12. Poseidon – 1:54

### CD 3 (1975-1976)
1. Four Holes in the Ground – 6:40
2. Spanish Jam – 7:55
3. Pascolo siderale jam – 4:41
4. Mediterranea jam – 4:50
5. Acustic Guitar Solo – 3:00
6. Paper Charms – 9:30
7. La grande fuga – 7:09
8. Chocolate Kings – 5:01
9. WB Violin Jam – 5:02
10. Violin Classic Solo – 2:33
11. William Tell Overture – 2:17
12. Celebration – 6:59
13. Drum Solo – 4:51
14. Impressioni di settembre – 0:53
15. Poseidon – 2:07

### CD 4 (1977-1978; 1980-1981)
1. Out of the Roundabout – 8:21
2. Left Handed Theory – 4:26
3. Dove... quando... – 4:59
4. Jet Lag – 10:36
5. Greek Reflection – 2:29
6. Traveller – 5:46
7. Violin Suite – 4:03
8. Violin Dance – 1:41
9. Violin West Dance – 1:09
10. Celebration – 5:03
11. Passpartù – 7:56
12. Suonare suonare – 4:28
13. Maestro della voce – 7:17
14. Chi ha paura della notte – 6:42

## Formazione

### CD 1
- Franz Di Cioccio - batteria, voce
- Franco Mussida - chitarra, voce
- Mauro Pagani - flauto, violino, voce
- Giorgio Piazza - basso elettrico, voce
- Flavio Premoli - organo Hammond, pianoforte, Mellotron, Moog, voce

### CD 2
- Patrick Djivas - basso elettrico
- Franz Di Cioccio - batteria, voce
- Franco Mussida - chitarra, voce
- Mauro Pagani - flauto, violino, voce
- Flavio Premoli - organo Hammond, pianoforte, Mellotron, Moog, voce

### CD 3
- Jan Patrick Djivas - basso elettrico
- Franz Di Cioccio - batteria, voce
- Bernardo Lanzetti - chitarra, voce
- Franco Mussida - chitarra, voce
- Mauro Pagani - flauto, violino, voce
- Flavio Premoli - organo Hammond, pianoforte, Mellotron, Moog, voce

### CD 4
- Lucio Fabbri - violino, tastiera
- Gregory Bloch - violino
- Jan Patrick Djivas - basso elettrico
- Franz Di Cioccio - batteria, voce
- Bernardo Lanzetti - chitarra, voce
- Franco Mussida - chitarra, voce
- Flavio Premoli - organo Hammond, pianoforte, Mellotron, Moog, voce
- Roberto Colombo - tastiera
- Roberto Haliffi - batteria
- Walter Calloni - batteria